# عبد العزيز أحمد الحمادي
عبد العزيز أحمد الحمادي (7 أبريل/نيسان 1990)؛ الرئيس تنفيذي لأكاديمية طويق، ومهتم بنشر الوعي الرقمي، يعمل على صناعة محتوى تعليمي ومعرفي في شتى المجالات التقنية الإلكترونية لتعليم الناس أساسياتها وطرق استخدامها والاستفادة منها، خاصة عبر حسابه في شبكة تويتر. وقد اختارته مجلة عالم التكنلوجيا للظهور في صفحة الغلاف الرئيسية في إصدار شهر فبراير 2019.

## الحياة الشخصية
ولد عبد العزيز في جنوب غرب المملكة العربية السعودية بمدينة أبها يوم السبت، ودرس في تخصص هندسة الاتصالات والشبكات في جامعة الملك خالد؛ ثم انتقل منها إلى تخصص اللغات والترجمة.

## الحياة المهنية
بدأت علاقة عبد العزيز بالتقنية في عام 1998، وذلك بعد دخول أول جهاز كمبيوتر لمنزله، فأحب مفهوم الحاسوب واتصاله بالإنترنت للتواصل مع الآخرين حول العالم، ومع تطور التقنية بعدها بأعوام قليلة وتحديداً في عام 2004 بدأ في إنشاء العديد من المنتجات والخدمات التقنية التي تساهم في نشر المعرفة وإثراء المحتوى العربي المعرفي.
ويعمل عبد العزيز في عدد من الجهات في القطاع الخاص والحكومي. عمل سابقاً كرئيس تنفيذي لأحد المنتجات في الهيئة السعودية للبيانات والذكاء الاصطناعي.

### شركة جوجل
بدأت علاقة عبد العزيز بشركة جوجل كعضو في برنامج Google Student Ambassador بالجامعات السعودية في عام 2013، تلى ذلك حصوله على لقب خبير جوجل المعتمد في مجال إستراتيجية المنتجات، عقبها لقب خبير جوجل في GSuite «تطبيقات جوجل المكتبية السحابية»، وقد كان عبد العزيز واحداً من 8 أشخاص حول العالم أسسوا فرع خبراء GSuite في جوجل.
واستمر عبد العزيز في التعاون مع شركة جوجل بتأسيسه لمجتمع مطوري جوجل السحابي السعودي والمدعوم رسمياً من شركة جوجل؛ وهو أحد أكبر المجتمعات المعرفية على مستوى العالم العربي. ثم قام بتأسيس مجتمع نساء رائدات التقنية في السعودية "Women Techmakers" ليكون أكبر مجتمع نسائي تقني على مستوى السعودية. كما ساهم عبد العزيز بتأسيس نوادي الطلبة المطورين في الجامعات السعودية، وهو البرنامج المدعوم من شركة جوجل ويعمل في أكثر من 20 جامعة سعودية في مختلف المناطق.
كما قامت شركة جوجل بتكريمه في عام 2019 كأكبر مؤثر تقني في شبكات التواصل الاجتماعي عالمياً ضمن برنامج خبراء جوجل، وجرى هذا التكريم في المقر الرئيسي للشركة بحضور بعض قياداتها وعدد كبير من الخبراء من كافة أنحاء العالم.

### عضوياته
كما أن عبد العزيز يرتبط بالعديد من العضويات العملية والاستشارية المختلفة في المجال التقني، والتي من أهمها:
- عضو لجنة الاتصالات وتقنية المعلومات بغرفة الشرقية.
- عضو لجنة الذكاء الاصطناعي بغرفة الرياض.
- عضو مجلس إدارة مؤسسة عبد الله الراجحي.
- المشرف على برنامج Techsoup العالمي في الشرق الأوسط لمنح البرمجيات للمنظمات غير الربحية.
- عضو برنامج سفراء Google في الشرق الأوسط وشمال أفريقيا.
- عضو قمّة Google لقادة المجتمعات التطوعية حول العالم.
- عضو لجنة التحكيم النهائية والمكونة من 8 أشخاص لأكبر هاكاثون في العالم «هاكاثون الحج».
- عضو لجنة التحكيم النهائية لأكبر هاكاثون في العالم في مجال الذكاء الاصطناعي بتونس.
- عضو مجلس إدارة مبادرة العطاء الرقمي من وزارة الاتصالات وتقنية المعلومات.
- عضو مجموعة B20 أحد مجموعات الـG20 لعام 2020.
- عضو مجموعة C20 أحد مجموعات الـG20 لعام 2020.
- رئيس تنفيذي لمنصة إحسان الخيرية سابقًا.

## شبكات التواصل الاجتماعي
بدأ عبد العزيز منذ فترة مبكرة بالدخول إلى مجال الإعلام الجديد والمشاركة فيه، ويعمل بشكل مستمر على إثراء المحتوى العربي على شبكة الإنترنت. فحسابه في تويتر يمتلك أكثر من مليون متابع من كافة أنحاء العالم، يقوم بنشر محتوى تقني متخصص في تعليم أساسيات ومبادئ التقنية للجميع. وقد حصل حسابه في عام 2019 على المركز الأول على مستوى الحسابات التقنية السعودية، بأكثر من 7 ملايين تفاعل مباشر على المحتوى المنشور مقابل قرابة 600 محتوى منشور وفقاً لتويسكوب المتخصصة في احصائيات التأثير في حسابات تويتر.
كما يعمل عبد العزيز على عدة شبكات أخرى كاليوتيوب والسنابشات ونحوها من الشبكات الاجتماعية المختلفة.

## جوائز
- جائزة أفضل مؤثر تقني في الإعلام الرقمي عالمياً ضمن قمّة خبراء Google[5]
- جائزة «فخر الوطن» من صاحب السمو الملكي الأمير تركي بن طلال بن عبد العزيز
- جائزة «غرفة الشرقية» من صاحب السمو الملكي الأمير سعود بن نايف بن عبد العزيز آل سعود
- جائزة «بكم نفخر» من وزارة الاتصالات وتقنية المعلومات السعودية[6]
- جائزة جمعية حماية المستهلك السعودية، كأحد المتميزين في توعية المستهلك بحقوقه[7]